# République d'Ancône
Ne doit pas être confondue avec la République ancônitaine, une république sœur de la France révolutionnaire (1797-1798)
1198–1532
Entités précédentes :
- Saint Empire romain

Entités suivantes :
- États pontificaux

La république d'Ancône est un ancien État italien fondé en 1198 dans la marche d'Ancône, sur l'ancien territoire des Picéniens, autour de la ville libre d'Ancône, et qui prend fin en 1532, date à laquelle elle est annexée par les États pontificaux.

## Histoire
Ancône est alors une république maritime importante alliée à la république de Raguse et à l'Empire bizantin, qui s'émancipe du marquisat d'Ancône (référence ?) et s'enrichit du trafic avec l'Orient, grâce notamment aux arrivées de Juifs du Levant qui s’y implantèrent malgré l'anti-judaïsme quelquefois sanglant des papes successifs qui les persécutent ou au contraire, favorisent leur installation pour leur habilité commerciale - et de la population chrétienne. Ils pouvaient aisément commercer avec leurs pays d'origine malgré la concurrence redoutable de Venise, en important des peausseries et des épices, et en développant localement l'artisanat de la soie, de la teinture, de l'orfèvrerie, de l'imprimerie ou de l'enluminure.
Ancône, jusque-là soumise au Saint-Empire romain germanique, obtient son autonomie communale à la fin du XIe siècle et forme alors la République d'Ancône, une république maritime qui demeure indépendante, à l'exception de la période de 1348 à 1355, où elle fut sous la domination du seigneur de Rimini, jusqu'à son occupation par les troupes pontificales, le 19 septembre 1532, à la suite de laquelle la République fut annexée définitivement par les États pontificaux sous Paul III (1534-49).

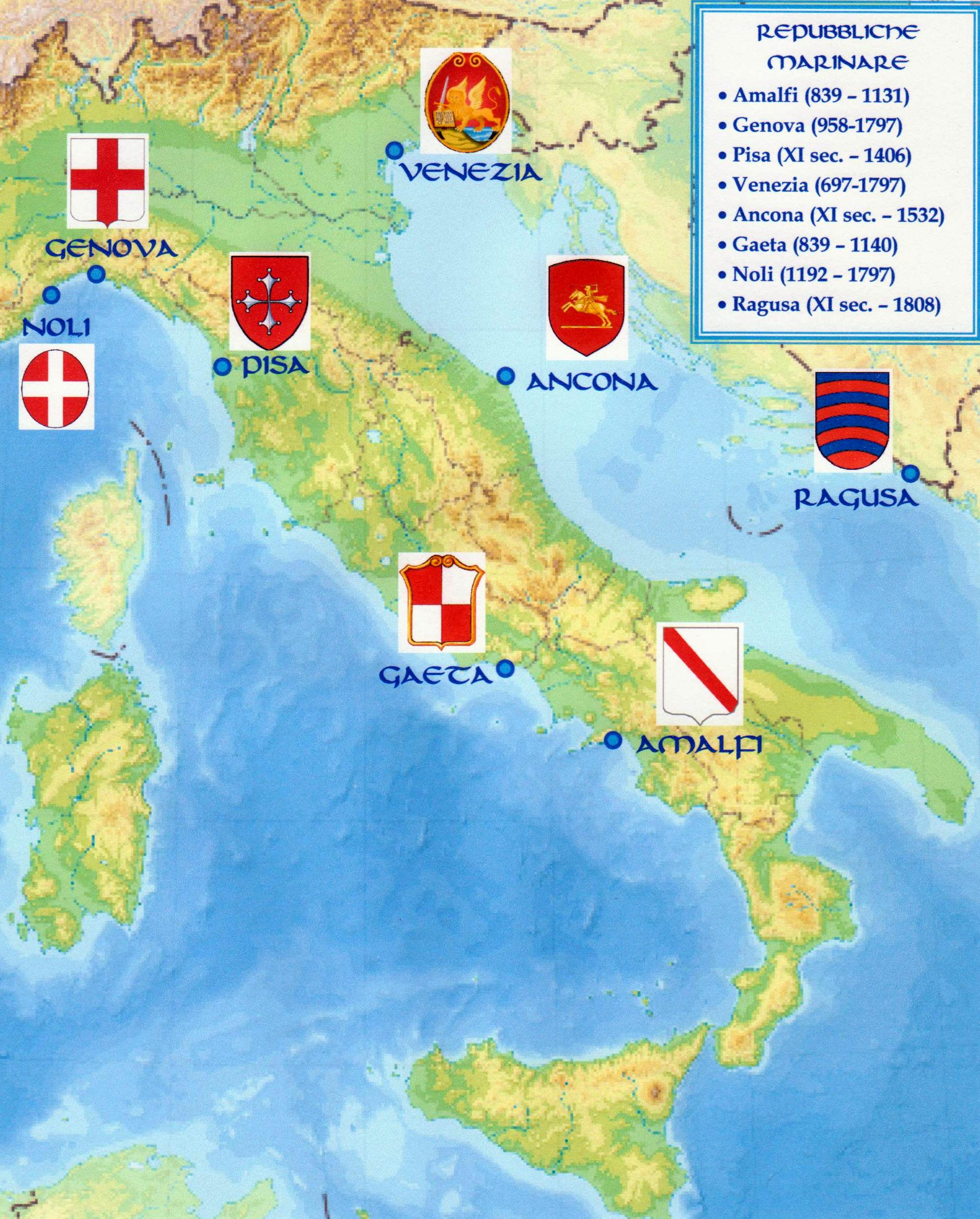
Carte des républiques maritimes et leurs antiques armoiries.